# Помилуй и прости
«Помилуй и прости» — советский художественный фильм 1988 года, снятый режиссёром Александром Муратовым на киностудии им. Довженко.
Премьера фильма состоялась в ноябре 1989 года.

## Сюжет
Молодой художник Юрий Дьяченко отчислен из института за свои сюрреалистические картины. Он знакомится с девушкой Лелей, которая замужем за другим. Юрий получает заказ на оформление сцены, но его работы вызывают отвращение у публики. Он соглашается жениться ради выставки, но неожиданно погибает, упав с крыши высокого здания.

В фильме «Помилуй и прости», поставленном Александром Муратовым на Студии имени А. П. Довженко, в замещающей функции выступает Боттичелли, образцы которого преследуют молодого авангардиста Юрия Дьяченко (С. Тарамаев), пребывающего в трагическом конфликте с миром.
— Вячеслав Шмыров, журнал «Советский экран», 1989 год

## В ролях
- Сергей Тарамаев — Юрий Дьяченко
- Станислав Станкевич — Павел Андреевич Дьяченко
- Татьяна Ташкова — Женя
- Юрий Лазаренко — Санечка
- Галина Струтинская — Люся
- Маргарита Сергеечева — Таня
- Александр Миронов — Борис
- Анна Варпаховская — Ванда Станиславовна
- Александр Денисенко — Василий
- Тарас Денисенко — Васечка
- Любовь Заболоцкая — Диночка

## Съёмочная группа
- Режиссёр: Александр Муратов
- Сценарист: Александр Муратов
- Оператор: Игорь Мамай
- Художник: Оксана Тимонишина
- Звукорежиссёр: Татьяна Чепуренко
- Композитор: Вячеслав Назаров